# پویش اجتماعی

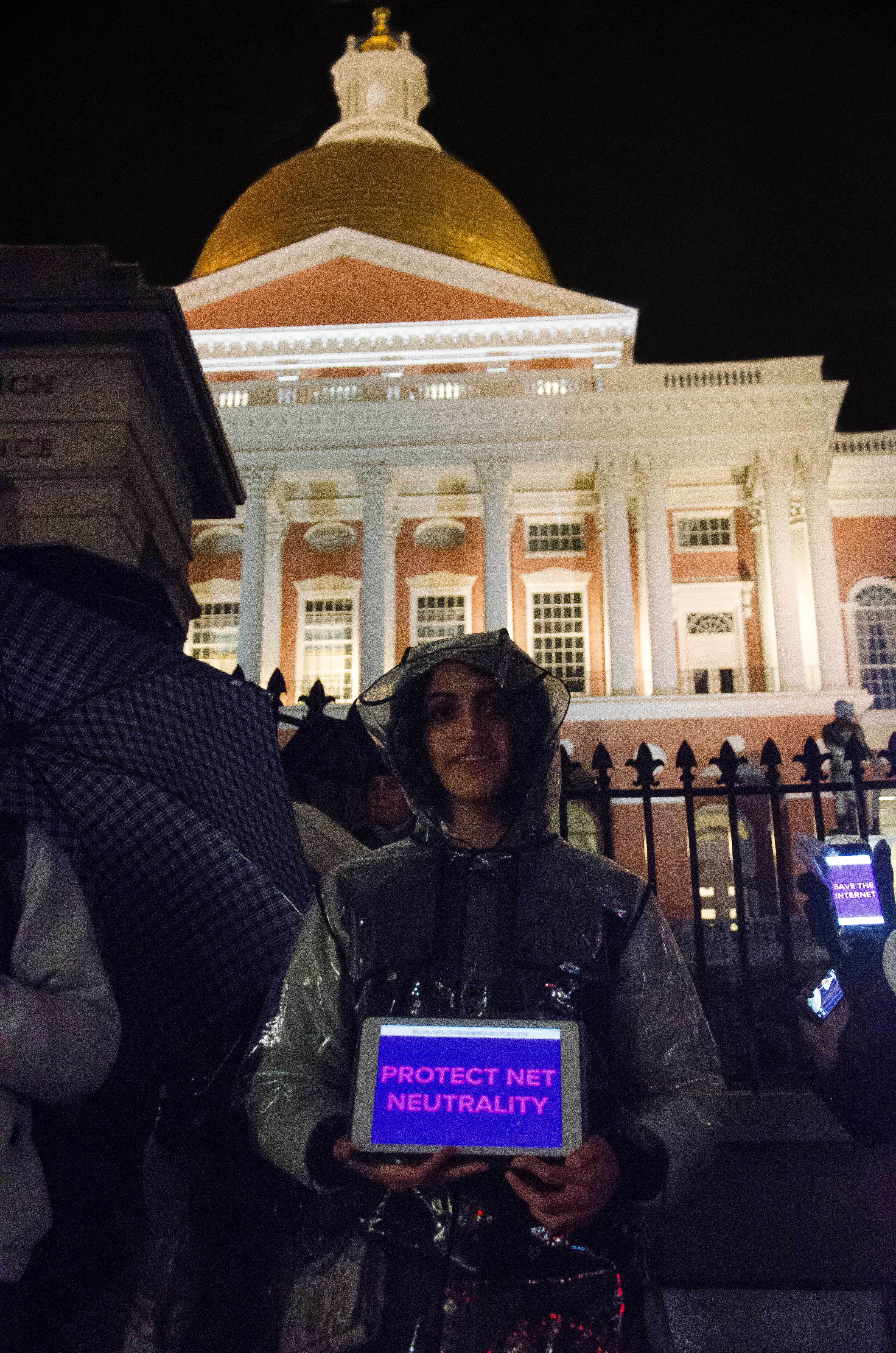
اعتراضات در ایالات متحده - محافظت بی‌طرفی شبکه

پویش اجتماعی یا کارزار جامعه مدنی، فعالیتی جمعی و سازمان‌یافته است که با هدف ایجاد تغییرات اجتماعی مثبت در جامعه انجام می‌شود. پویش اجتماعی پدیده‌ای برای بسیج و جلب حمایت عمومی و کاربرد ابزارهای دموکراتیک همچون لابی گری، به منظور ترغیب برای ایجاد تغییری اجتماعی است. کمپین‌های جامعه مدنی می‌توانند اهداف ملی، بین‌المللی و محلی را دنبال کنند. این کمپین‌ها می‌توانند از سوی گروه‌هایی که تنها حول یک مسئله خاص ایجاد شده‌اند (مثل کمپین "اقدام برای شیر بچه") پیگیری شوند یا از سوی سازمان‌های غیردولتی حرفه‌ای همچون "جنبش توسعه جهانی" که هم‌زمان توانایی پیگیری کمپین‌های متعددی را دارا هستند، دنبال شوند. اتحاد کمپین‌های بزرگتر همچون "بیایید فقر را به تاریخ بسپاریم" در سال ۲۰۰۵، منجر به ترکیب و ادغام چند سازمان مردم‌نهاد گردید.
ایجاد کمپین‌های اثرگذار گاهی می‌تواند بسیار بیشتر از انجام کارهای خیریه و اوقاف مثمر ثمر باشند. برای مثال کمپین "سالگرد طلب 2000 debt Jubilee ۲۰۰۰" کشورهای عضو گروه G7 را توانست متقاعد کند تا از طلب ۱۰۰ میلیارد دلاری خود از کشورهای فقیر چشم پوشی کنند؛ اقدامی که از مجموع ۱۰۰۰ سال اعانه‌های هفتگی مسیحیان به کلیسا، مفیدتر بود.
در بریتانیا کمپین "اقدام در مورد سلامتی و علیه کشیدن سیگار" در سال ۲۰۰۶ که اقدامی در جهت ممنوعیت استعمال سیگار در اماکن عمومی بود، توانست جان بیش از ۲۰۰۰ نفر را نجات داده و از اتلاف میلیاردها پوند در سال جلوگیری کند. مؤسسه "خانه‌های خالی" که در حال همکاری با مقامات محلی بریتانیاست بر آن است تا طبق اصلاحیه قانون مسکن مصوب سال ۲۰۰۶، اموال بیشماری که بلا استفاده مانده‌اند را مورد استفاده قرار دهند.
کمپین و براه انداختن کارزار یکی از روش‌های مهمی است که سازمان‌های غیردولتی از آن طریق به اهدافشان نائل می‌شوند. بسیاری از خیرین فعالین کمپین‌ها را به خدمت می‌گیرند، مواد خام برای ایجاد کمپین تولید می‌کنند و حامیان و دیگر خیرین را برای شرکت در کمپین آموزش می‌دهند. کمیسیون خیریه انگلستان و ولز می‌گوید: «خیرین از کمپین و فعالیت‌های سیاسی برای پیشبرد اهداف خود و جلب روزافزون حمایت از آن اهداف، استفاده می‌کنند.»
برخی از سازمان‌ها همچون «مرکز مطالعات و سیاستگذاری» در صددند تا خیریه‌ها و گروه‌های اینچنینی را از سیاست به دور نگاه دارند. بسیاری از NGOها و گروه‌ها در مورد به راه انداختن کمپین احتیاط می‌کنند. آنان نگران سیاسی شدن و رنجاندن حامیان مالی شان هستند.
سازمان‌های داوطلبی با مشکلاتی دست و پنجه نرم می‌کنند. آن‌ها مانند هر چیز دیگری برای رسیدن به نتیجه مطلوب، نیاز است که دست به اقدام سیاسی زده شود و این مشکل آنهاست. ۲۰۰ سال پیش خیریه‌هایی بودند که برای رفاه بردگان تأسیس شده بودند، اما نکته مهم این است که باید در جهت از میان برداشتن بردگی نیز تلاش می‌شد. هم‌اکنون نیز نادرستی‌های بسیاری در جهان هست که نیاز به ایجاد کمپین حس می‌شود. همه مشکلات نمی‌شود که با کمپین از میان برداشته شوند. گاهی اوقات نیاز به وجود خیریه‌ها و ارائه خدماتی ویژه محسوس است اما بسیاری از مشکلات با دخالت دادن سیاست در آن و به میان کشیدن پای یک کارخانه یا بخشی از دولت بسیار مؤثرتر از اقدامات انفرادی است.
بسیاری از کمپین‌ها کوچک هستند؛ مثل تلاش برای بهبود فضای بازی در پارکها، یا بالا بردن امکانات برای افزایش دسترسی معلولین یا تغییر شرایط کاری. اما موارد بزرگتر و با اهمیت تری نیز وجود دارند؛ همچون تغییرات آب و هوایی کره زمین و بی عدالتی و فقر در جهان. بعضی از کمپین‌ها به جایی نمی‌رسند ویا پیشرفت اندکی کسب می‌کنند؛ بعضی حتی به دلیل اشتباهاتی که مرتکب می‌شوند، در ذات دلیل تشکیل شدن شان تحلیل می‌روند. در کل تحت تأثیر قرار دادن دیگران مستلزم داشتن مهارت، دانش کافی و تعهد است.

## لابی گری
یکی از عناصر کمپین، تحقیق و ارائه سیاست‌ها، خط مشی‌ها و پیشنهادها است. یک سازمان کمپین گر برای لابی‌های گسترده در موضوعات حیاتی، عموماً سعی در حفظ خط و ربط پروسه‌های قانونی و بسیج اکثریت حامیان خود برای آن منظور دارد.

## اقدامات و کارهای جالب
در حالی که فعالین کمپین‌های جامعه مدنی احتمالاً دارای پس زمینه‌ای سیاسی باشند، فعالین کمپین‌های مدرن مدیون "Situaitionists"‌هایی (موقعیت شناسان) همچون گای دیبورد هستند. کسانی که وقتی حس می‌کنند جامعه شدیداً مقهور شرایط موجود شده‌اند، برای ایجاد یک حرکت سیاسی اقدام به ایجاد هیجان بصری می‌کنند. تاکتیک متداولی که کمپین‌های جوامع مدنی برای جلب توجه عمومی دست به انجام چنین اقدامات شیرین کارانه و هیجان برانگیزی می‌زنند.
به عنوان مثال گروهی به نام «پدران برای عدالت» لباس ابرقهرمانان را به تن کرده و به بالای آسمانخراش‌ها رفته بودند تا از این طریق توجه عموم را به مسئله‌شان جلب کنند. اشغال سکوی برنت اسپار توسط فعالان صلح سبز به منظور جلوگیری از ریختن زباله‌های شرکت شل به دریا اقدامی بود که فراتر از شیرین‌کاری بود و تأثیری جدی بر افکار عمومی گذارده و مقبولیتی عمومی یافت.

## اقدام مستقیم
از لحاظ سیاسی اقدامی است هدفمند که از سوی افراد، گروه‌ها یا دولت‌ها برای رسیدن به اهداف سیاسی – خارج از کانال‌های نرمال و مرسوم سیاسی – انجام می‌شود.

## حقوق بشر
حقوق بشر اشاره به حقوقی اساسی و ابتدایی دارد که عموم انسان‌ها را شامل می‌شود. فعالین حقوق مدنی از منشور حقوق بشر مثل حق حیات و آزادی بیان برای پیشبرد اهداف خود بهره می‌جویند.

## به‌کارگیری هنر
برخی از فعالین کمپین‌ها برای انتقال پیام خود از هنر بهره می‌برند برای مثال در تظاهرات از جیغ و تشویق رادیکال برای انتقال پیام‌های افراطی شان به شیوه‌ای دوستانه و مردم پسند استفاده می‌کنند.

## تظاهرات
تظاهرات فرم اقدامات غیرخشونت‌آمیز گروه‌هایی از مردم است که در جهت ابراز حمایت از یک مشی سیاسی یا بیان یک مسئله در قالب پیاده‌روی در خیابان به صورت دسته جمعی و شرکت در یک سخنرانی انجام می‌شود.

## عریضه‌نویسی و جمع‌آوری امضا
دادخواستی است برای تغییر چیزی که به دولت یا یک نهاد عمومی ارائه می‌گردد.

## رسانه‌های جمعی
کاربرد رسانه‌ها به فعالین کمپین‌ها کمک می‌کند تا اعضای جدید پیدا کرده و با دیگران ارتباط برقرار کنند. این رسانه‌ها می‌توانند اشکال مختلفی به خود بگیرند از جمله بحث در اینترنت، وبلاگ، بلاگ‌های اجتماعی، ویکی‌ها، پادکست‌ها، تصویر و فیلم.

## تأثیرگذاری بر پارلمان
در بریتانیا، مرکز توسعه پارلمانی با سازمانهای غیردولتی همکاری می‌کنند تا بتوانند آن‌ها را در درک پروسه‌های پارلمانی کمک کنند.

## قانون آزادی اطلاعات
فعالین کمپین‌ها هم اینک می‌توانند با استناد به این قانون، اطلاعات نگهداری شده در دست دولت را از دولت به صورت رایگان یا با مبلغ بسیار اندکی درخواست کنند.